# Francesco Alidosi
Francesco Alidosi, dit le cardinal de Pavie (né vers 1460 à Castel del Rio, dans les États pontificaux, et mort à Ravenne le 24 mai 1511) est un cardinal italien du XVIe siècle.

## Biographie
Francesco Alidosi est intime avec le pape Sixte IV et est secrétaire de Jules II, trésorier général de la Sainte-Église et abbé commendataire de S. Salvatore di Spungia. En 1504, il est nommé évêque de Mileto et est consacré le 9 avril de la même année par le pape Jules II avec comme co-consécrateurs Antonio Gentile Pallavicino et Giovanni Antonio Sangiorgio. En 1505 il est transféré à Pavie.
Le pape Jules II le crée cardinal lors du consistoire du 1er décembre 1505. Le cardinal Alidosi est l'intermédiaire entre Michel-Ange et le pape Jules II et patronne Érasme.
Mgr Alidosi est légat à Viterbe, dans la province du Patrimoine et à Bologne et en Romagne, où il est connu pour ses cruautés. Il fait notamment étrangler des membres de la famille Bentivoglio, qui se sont révoltés contre le pape, mais Alidosi est toujours soutenu par Jules II.
Le cardinal Alidosi est nommé administrateur de León, en Espagne, en 1508 et en 1509 il devient évêque de Crémone, désigné par le roi de France, et cela sans l'approbation du pape.
Le pape le nomme administrateur de Bologne en 1510, mais finalement le peuple bolonais et le duc d'Urbino se révoltent et il est assassiné à Ravenne le 5 novembre 1511 par François Marie Ier della Rovere, qui l'accusait auprès du pape d'être responsable de la prise de Bologne par les Français. Della Rovere est disculpé après avoir prouvé la trahison du cardinal.